# Baños de Panticosa
Baños de Panticosa es un balneario español ubicado en el municipio de Panticosa, en el Alto Gállego, Huesca, Aragón. 
Emplazado en el pirenaico Valle de Tena a 1.630 metros de altitud. Su acceso se produce por una angosta carretera de 8 kilómetros que lo separa del pueblo de Panticosa. Esta vía constituye además una antigua ruta hasta Francia a través del Puerto de Marcadau, usada en épocas anteriores por pastores y contrabandistas.
Las instalaciones hoteleras y de servicios se levantan en una pradera que circunda el Ibón de Baños, un lago natural que recoge las aguas procedentes de los torrentes que descienden de las cumbres circundantes para dar nacimiento al río Caldarés.

## Clima
El clima de Baños de Panticosa es de alta montaña. Su media anual es de unos 6,3 grados, que viene condicionada por su altitud, de 1630 metros y su gran enclave dentro de un valle de umbría prolongada.
La serie anual de 1961 a 1990 arroja estas medias:
- Enero : 0,1
- Febrero: 0,0
- Marzo: 1,4
- Abril: 3,5
- Mayo:7,4
- Junio: 11,4
- Julio: 14,8
- Agosto: 14,4
- Septiembre: 11,5
- Octubre: 7,4
- Noviembre: 3,4
- Diciembre: 0,9
- Media anual: 6,35 grados (6,3).[1]

## Manantiales

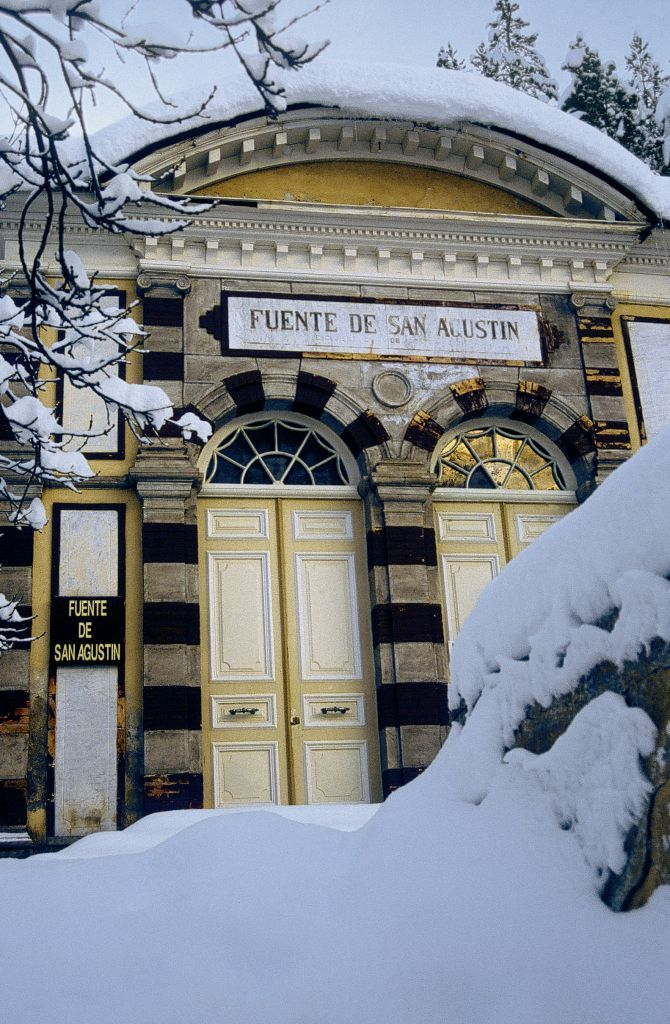
Fuente de San Agustín.

Las propiedades minero-medicinales de las seis fuentes de aguas nitrogenadas y sulfurosas existentes en el lugar, están especialmente indicadas para el tratamiento de afecciones renales, digestivas, respiratorias, reumáticas, nerviosas y de piel.
- Fuente de San Agustín
- Tiberio
- La Laguna
- Fuente de la Belleza (o del Estómago)
- Fuente del Carmen (o de las Herpes)
- Azoada (o del Hígado)

## Historia
Aunque conocido desde la época romana, no se tiene constancia documentada del enclave hasta 1286, año en el que Pedro I de Aragón lo cede al quiñón de Panticosa. El primer edificio del recinto se construye en 1694, recuperándose definitivamente la actividad termal en el siglo XVIII. En 1826, el rey Fernando VII expropia los baños al quiñón, otorgándole los derechos de explotación al empresario tensino Nicolás Guallart hasta 1854.
En el siglo XIX se construyen los principales edificios y jardines del complejo termal, encargándose de las labores la empresa AGUAS DE PANTICOSA, S.A y recibiendo desde entonces a huéspedes tan ilustres como Alfonso XIII, Niceto Alcalá Zamora, Ortega y Gasset, Santiago Ramón y Cajal o Primo de Rivera. El Balneario se convirtió en uno de los más afamados y distinguidos de todo el país, con una capacidad hotelera incluso superior a la de muchas capitales de la zona. Su actividad sufrió un nuevo periodo de declive a mediados del siglo XX, del que actualmente se recupera.
En 1966, Baños de Panticosa fue declarado Conjunto de Interés Turístico Nacional, manteniéndose hasta los primeros años del milenio casi intacta la fisonomía decimonónica que lo caracteriza. Entre sus valores arquitectónicos destaca el edificio del Casino, el Gran Hotel, las Termas de Tiberio, la Capilla del Carmen o los templetes de las Fuentes, todos de un marcado estilo historicista.
Lamentablemente, los edificios históricos que se conservan, agonizan abandonados en pleno proceso de derrumbe: las casetas originales de aguas termales están cerradas y semi derruidas; la antigua Casa Belío, con idéntica situación

## Polémica rehabilitación
En el año 2000, las instalaciones fueron adquiridas por el "Grupo Nozar" para llevar a cabo la rehabilitación integral del conjunto y su posterior explotación termal, rebautizado como Panticosa Resort. Las intervenciones llevadas a cabo, no muy conservadoras con el paisaje y el patrimonio arquitectónico original, han transformado la fisionomía del conjunto y han provocado numerosas críticas.
Tras el cierre temporal del Gran Hotel en 2008 y una serie de problemas de diversa índole, el propio grupo propietario asume directamente la gestión del complejo provocando un repunte de la ocupación del cual se han recuperado por completo. 
Actualmente, el Grupo, ha sabido llevar a cabo arduas labores para poder reflotar el complejo, llegando a ocupaciones máximas durante casi todo el año.